# Oktay Rifat
Oktay Rifat, parfois appelé Oktay Rifat Horozcu, est un poète, dramaturge et romancier turc, né le 10 juin 1914 à Trabzon et mort le 18 avril 1988 à Istanbul.
Avec Orhan Veli et Melih Cevdet Anday, il est l'un des fondateurs du mouvement Garip, qui rompt avec la poésie turque traditionnelle dans un manifeste publié en 1941.

## Liste des œuvres
- Garip, avec Orhan Veli and Melih Cevdet Anday (1941)
- Yaşayıp Ölmek Aşk ve Avarelik Üstüne Şiirler (1945)
- Güzelleme (1945)
- Aşağı Yukarı (1952)
- Karga ile Tilki (1954)
- Perçemli Sokak (1956)
- Âşık Merdiveni (1958)
- Elleri Var Özgürlüğün (1966)
- Şiirler (1969)
- Yeni Şiirler (1973)
- Çobanıl Şiirler (1976)
- Bir Kadının Penceresinden (1976)
- Bir Cıgara İçimi (1979)
- Elifli (1980)
- Danaburnu (1980)
- Denize Doğru Konuşma (1982)
- Dilsiz ve Çıplak (1984)
- Koca Bir Yaz (1987)
- Bütün Şiirleri (1991)